# Rensenware
Rensenware (蓮船ウェアー, 련선웨어?) (estilizado como rensenWare) es un ransomware que infecta computadoras con Windows. Fue creado como una broma por el programador coreano Kangjun Heo (alias "0x00000FF"). El ransomware fue descubierto el 6 de abril de 2017.

## Visión general
Al ejecutar el ransomware, este encripta los archivos del usuario con ciertas extensiones. Una vez que los encripta, aparece una ventana de advertencia que no se puede cerrar. El programa fuerza al usuario a jugar Touhou 12: Undefined Fantastic Object (juego del cual no venia una copia con el ransomware) en modo Lunatic y conseguir la cantidad de 200 millones de puntos para desencriptar sus archivos (el programa detecta automáticamente la ejecución de TH12 y los puntos acumulados). Sin embargo, si el usuario cierra forzosamente el programa, podría perder sus datos encriptados permanentemente.
Para los usuarios que se vieron afectados (incluido su propio creador, el cual se auto-infectó), su creador ha conseguido desarrollar un programa para recuperar los archivos encriptados (que básicamente hace "trampa" inyectando algún puntaje arbitrario al TH12 en ejecución), y para aquellos que quieren prevenir una infección, este ha creado otro programa. Su creador también liberó una pequeña parte de su código fuente en Github, aunque no contiene la carga útil del ransomware propiamente dicho.

## Trivia
La ventana principal muestra a "Captain Minamitsu Murasa", personaje de la franquicia Touhou.